# 와카베촌
와카베촌(若部村)은 이시카와현 하쿠이군에 있던 촌이다. 현재의 하쿠이시의 북동부, 국도 제159호선 연선에 해당한다.

## 역사
- 1889년 4월 1일 - 정촌제 시행에 의해 5개 촌의 구역을 가지고 성립하였다.
- 1933년 5월 1일 - 나카오치촌, 기타오치촌과 합병해, 오치정이 성립하여, 동일 와카베촌은 폐지되었다.

## 참고문헌
- 角川日本地名大辞典 17 石川県